# Langdorf
Langdorf est une commune allemande, située dans l'arrondissement de Regen, en Bavière. La ville compte 2 034 habitants pour une densité de 59 hab/km2. Cette station de ski a accueilli les Championnats d'Europe de biathlon du 27 février au 5 mars 2006.